# 塔加拉克島
塔加拉克島是美國的島嶼，位於太平洋海域，屬於安德烈亞諾夫群島的一部分，由阿拉斯加州負責管轄，長7公里、寬6.3公里，最高點海拔高度249米，島上無人居住。
51°57′44″N 175°43′12″W / 51.96222°N 175.72000°W